# E Embarcadero

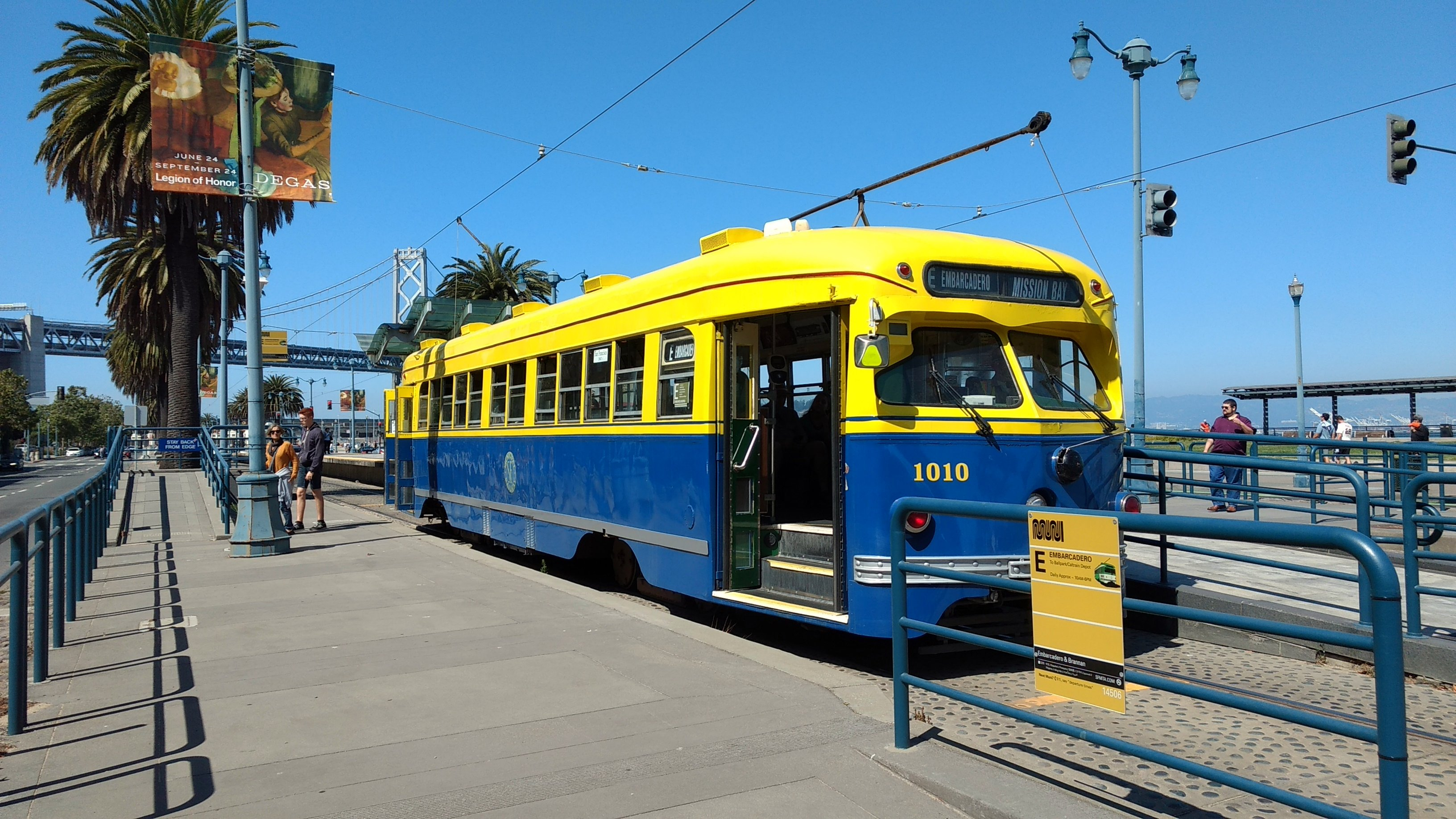
PCC 1010 op de halte Brannan in 2017

Schematisch schema van het traject van tramlijn E Embarcadero, inclusief het gedeelte dat gedeeld wordt met lijn F Market & Wharves

E Embarcadero is een tramlijn in San Francisco die met historisch trammaterieel wordt geëxploiteerd. Deze trams zijn zowel historische trams uit San Francisco zelf als van bedrijven uit andere Amerikaanse steden. Ook trams uit andere werelddelen worden ingezet. Organisatorisch wordt E Embarcadero door de San Francisco Municipal Railway (ook wel Muni) geëxploiteerd maar er is onlosmakelijk ondersteuning door Market Street Railway. Deze organisatie, een non-profitorganisatie opgericht door liefhebbers, brengt fondsen bij elkaar en restaureert oude trams.

## Traject
Het traject van de tramlijn ligt volledig langs de kustbaan Embarcadero. Over een lengte van 5,3 km worden 18 stations bediend. De ene terminus ligt in Fisherman's Wharf, Jones and Beach Station langs Jones Street tussen de dwarsingen met van Beach Street en Jefferson Street. Aan deze terminus kan de tram ook gebruik maken van een keerlus. De andere terminus is in de wijk Mission Bay, aan het San Francisco 4th and King Street station, een overstappunt tussen bus, tram en ander railvervoer. Tevens is het een terminus van de Caltrain voorstadsspoorweg.  Aangezien er geen keerlus is aan het Caltrain-station, kunnen alleen tweerichtingstrams op de lijn rijden totdat er een lus is gebouwd.

## Geschiedenis
De eerst lijn E van Muni was de E Union, deze werd echter in 1947 opgeheven en vervangen door een busdienst en later vernummerd tot 41-Union. 
Voorstellen voor een historische tramdienst langs de Embarcadero werden voor het eerst voorgesteld in 1974, en de eerste vermelding van de twee tramdiensten de E Embarcadero- en de F Market-lijnen was in 1981. In 1987 werd er een tijdelijke demonstratietramdienst geëxploiteerd langs een deel van de Embarcadero als onderdeel van het San Francisco Historic Trolley Festival 1987. 
De historische tramdienst op de Embarcadero ten noorden van Don Chee Way begon in maart 2000 toen de F Market & Wharves werd verlengd tot Fisherman's Wharf. De nieuwe E Embarcadero-lijn werd tijdelijk gebruikt tijdens de America's Cup- races van 2013. Op 28 maart 2014 keurde de San Francisco Municipal Transportation Agency (SFMTA) de officieel plannen goed voor een weekenddienst op E Embarcadero-tramlijn, waarna de tramdienst startte in 2015, en op 23 april 2016 begon de tramdienst op alle dagen.